# Infiniti (série télévisée)
Infiniti est une mini-série française en 6 épisodes de 52 minutes, créée par Stéphane Pannetier et Julien Vanlerenberghe, réalisée par Thierry Poiraud et produite par Empreinte Digitale et Federation Entertainment Belgique.
En France, la série a été diffusée à partir du 4 avril 2022 sur Canal+.

## Synopsis
Dans le silence de l’espace, une manœuvre d’amarrage à la Station internationale vire au drame. Le commandant de bord, l’américain Anthony Kurz et son équipage ne répondent plus. Au sol, dans le cosmodrome de Baïkonour, pour Emil Durkhov, le chef des opérations, et son équipe, c’est l’effroi. Les communications sont rompues. La station désorbitée s’apprête à être catapultée vers l’infini. Les espoirs de sauver l’équipage sont minces.
Au même moment, à quelques kilomètres de Baïkonour, Isaak Turgun, un flic kazakh, terre à terre et cartésien, découvre un cadavre décapité, couvert de cire déposé sur un toit. Et ce n’est pas le premier corps qu’il retrouve dans cet état.
L’identification du cadavre est formelle : l’homme supplicié est Anthony Kurz, actuellement en orbite, à plus de 500km au-dessus de nos têtes. Un insurmontable paradoxe, une aberration que la spationaute française déchue Anna Zarathi est la seule à pouvoir résoudre…

## Distribution
- Céline Sallette : Anna Zarathi
- Daniyar Alshinov : Isaak Turgun
- Vlad Ivanov : Emil Durkhov
- Lex Shrapnel : Anthony Kurz
- Karina Autyunyan : Lydia Joukovskaïa
- Anatolii Panchenko : Mikhaïl Vorobiev
- Ellora Torchia : Reva Shiripati
- Erken Gubashev : Fef Askarev
- Laurent Capelluto : Xavier de Livier
- Jarreth J. Merz : Arwel Mason
- Samal Yeslyamova : Irina Turgun
- Eric Raymond Lim : Xi Ning
- Oleg Levin : Belinski
- Xuemeng Li : Hoi Han
- Chike Chan : Li Wong

## Production

### Développement
Après Zone blanche, le réalisateur Thierry Poiraud découvre sur le bureau de son agent un projet de série intitulée Vaudou, créée par Stéphane Pannetier et Julien Vanlerenberghe. L’histoire se déroulait initialement à Kourou. Deux séries françaises se déroulant déjà en Guyane - Guyane sur Canal+ et Maroni sur arte, le trio décide de transposer le récit à Baïkonour, au Kazakhstan.

### Titre des épisodes
- Episode 1 : La Tour du silence
- Episode 2 : La Tour de Babel
- Episode 3 : Premier éclair
- Episode 4 : Soleil noir
- Episode 5 : Ainsi parlait Zarathoustra
- Episode 6 : De l'autre côté du miroir

### Fiche technique
- Création : Stéphane Pannetier, Julien Vanlerenberghe
- Scénario : Stéphane Pannetier, Julien Vanlerenberghe, avec la participation de Thierry Poiraud
- Réalisation : Thierry Poiraud
- Musique : Thomas Couzinier, Frédéric Kooshmanian
- Photographie : Christophe Nuyens - SBC
- Décors : Eddy Penot
- Costumes : Nathalie Raoul
- Montage : Stéphane Elmadjian, Mario Battistel, Olivier Gajan, Eric Armbruster
- Producteur exécutif : Hubert Brault
- Directrice de production : Anna Erastova
- Premier assistant réalisateur : Grégoire Barachin
- Scripte : Lara Gallouët - LSA
- Directrice de casting : Gigi Akoka
- Effets spéciaux visuels : Buf Compagnie
- Sociétés de production : Empreinte Digitale, Federation Entertainment Belgique, Canal+

## Accueil critique
À sa sortie en France, la série bénéficie d’un accueil presse enthousiaste.
Pour Jérémy Mingot de Télé-Loisirs, c’est un « coup de cœur pour une somptueuse série française qui nous emmène dans les étoiles ! ».
Dans Les Échos, Laura Berny trouve que « l’intrigue, étrange autant qu’ambitieuse, tient ses promesses. ».
La Matinale du Monde propose Infiniti dans sa sélection de séries à découvrir, jugeant que le « récit du mystère s’avère plutôt efficace, malgré le recours devenu systématique aux motifs habituels du genre. ».
TéléObs consacre plusieurs pages à la série et Arnaud Sagnard constate qu’avec Infiniti, « Canal+ prouve qu’une création française peut damer le pion aux productions anglo-saxonnes. ».
Télérama décerne 3 T à la série et Marianne Lévy conclus sa critique de la façon suivant : « L’appétence manifeste des auteurs pour le divertissement et la réalisation inspirée de Thierry Poiraud font de ce polar cosmique un voyage haletant et hypnotique qui embarque jusqu’à la fin. ».
Dans Première, Jonathan Blanchet, plus modéré, qualifie la série de « polar cosmique partagé entre l’espace et une terre ferme hostile qui témoigne d’un appétit évident pour les genres, quitte à parfois trop en faire. ».
Dans le Mag du Ciné, Chloé Marguerite parle d’une « mini-série époustouflante, tendue et admirablement mise en scène ».

## Distinctions
- Sélection officielle - Hors Compétition Canneseries 2022[12]
- 2022 : Music + Sound Awards, catégorie Best Sound Design in a Television Programme : vainqueur[13]
- 2023 : International Emmy Awards, catégorie Meilleur film pour la télévision ou une mini-série (Best TV Movie or Miniseries) : nomination[14]
- 2023 : Digital Creation Genie Awards (PIDS Enghien), catégorie Meilleurs Effets Visuels – Fiction TV : nomination[15]

## DVD/Blu-Ray
En France, la série est éditée en DVD et Blu-Ray en juin 2022.